# مان NL262
مان NL262 (بالإنجليزية: MAN NL262 (A27))‏ عبارة عن حافلة ذات طابق واحد منخفضة الطابق صنعتها شركة مان للشاحنات والحافلات من عام 1992 إلى عام 1998. على الرغم من أنها تم إنتاجها في الغالب لهونغ كونغ في القيادة اليمنى التي تديرها Citybus، فقد تم تصنيع بعضها بمحرك يسار لسوق البر الرئيسي الأوروبي، لا يزال مبنيًا في نفس طراز مان NL202. وقد خلفتها مدينة MAN Lion's City.